# Push the Button (Sugababes)
Push the Button is de eerste single van het vierde album van de Britse meidengroep Sugababes, Taller in More Ways uit 2005. Op 23 september dat jaar werd het nummer op single uitgebracht.

## Achtergrond
De single werd een hit in Europa en Oceanië. In thuisland het Verenigd Koninkrijk werd de nummer 1-positie behaald in de UK Singles Chart. Ook in Ierland, Oostenrijk, Nieuw-Zeeland en in de Eurochart Hot 100 werd de nummer 1-positie behaald. In Australië en Zwitserland werd de 3e positie bereikt, in Duitsland, Noorwegen, Roemenië en Hongarije de 2e en in Zweden de 4e positie.
In Nederland was de single in week 38 van 2005 de 1847e Alarmschijf op Radio 538 en bereikte de 3e positie in de Nederlandse Top 40 op Radio 538. Ook in de publieke hitlijst; de Mega Top 50 op 3FM en in de Single Top 100 werd de 3e positie behaald.
In België bereikte de single de 2e positie in zowel de Vlaamse Ultratop 50 als de Vlaamse Radio 2 Top 30. In de Waalse Ultratop 50 werd de 33e positie behaald.

reikte de single tot de 3e positie in de Top 40.

## Het nummer
Push the Button is een uptemponummer, geproduceerd door Dallas Austin. Het nummer is mede geschreven door Mutya Buena, Keisha Buchanan en Heidi Range zelf. De tekst van het nummer is geschreven naar aanleiding van een situatie die bandlid Keisha mee heeft gemaakt. Het gaat over het nemen van beslissingen in de liefde en het duidelijk laten weten wat je van iemand vindt in plaats van er steeds omheen te draaien.

## Videoclip
De muziekvideo die het nummer op muziekzenders begeleidt (geregisseerd door Matthew Rolston), is aanzienlijk seksueler getint dan de voorgaande muziekvideo's die de band maakte. De Sugababes dansen in een lift in een groot gebouw. Verschillende personen drukken op het liftknopje ("push the button"). Op elke verdieping waar de lift stopt, stapt een van de dames uit en gaat de betreffende wachtende man verleiden en met hem dansen.

## Tracklijst
Onderstaande tracklijst is van de single zoals die in Nederland is uitgebracht. De tracklisting van dezelfde single kan in andere landen anders zijn.
| Cd-Single (CD1)  | Cd-Single (CD1)                       | Cd-Single (CD1) |
| #                | Titel                                 | Lengte          |
| ---------------- | ------------------------------------- | --------------- |
| 1.               | "Push the Button"                     | 3:39            |
| 2.               | "Favourite Song" / "Like the Weather" | 3:45 / 3:46     |
| Maxisingle (CD2) |                                       |                 |
| #                | Titel                                 | Lengte          |
| 1.               | "Push the Button"                     | 3:39            |
| 2.               | "Like the Weather"                    | 3:46            |
| 3.               | "Push the Button (DJ Prom Remix)"     | 10:46           |

## In de hitlijsten
| Hitlijst            | Hoogste positie |
| ------------------- | --------------- |
| VK                  | 1               |
| Nederland           | 3               |
| België (Vlaanderen) | 3               |
| Denemarken          | 6               |
| Duitsland           | 2               |
| Ierland             | 1               |
| Italië              | 7               |
| Nieuw-Zeeland       | 2               |
| Noorwegen           | 2               |
| Oostenrijk          | 1               |
| Zweden              | 3               |
| Zwitserland         | 3               |